# Сборная ФНЛ
Сборная ФНЛ — неофициальная сборная России по футболу, составленная из игроков не старше 23 лет, выступающих за клубы, входящие в Футбольную национальную лигу.

## История
Создание сборной команды ФНЛ было принято в рамках соглашения о сотрудничестве между Российским футбольным союзом и Итальянской федерацией футбола. Церемония подписания состоялась 9 мая 2011 года в римском офисе ФФИ. Также договор о сотрудничестве заключили глава Футбольной национальной лиги Игорь Ефремов и президент итальянской Серии B Андреа Абоди.
В завершении части сезона, представляющей из себя календарный год, команда, чуть ранее сформированная назначенным главным тренером, созывается для проведения товарищеского матча.

### Матчи
| Дата           | Стадион              | Город               | Соперник           | Счёт | Тренер сб. ФНЛ    | Голы сб. ФНЛ                             |
| -------------- | -------------------- | ------------------- | ------------------ | ---- | ----------------- | ---------------------------------------- |
| 15 ноября 2011 | Центральный          | Астрахань (д)       | Сборная Серии Ben  | 1:2  | Игорь Шалимов     | Хубулов 60′ (пен.)                       |
| 28 ноября 2012 | Эцио Шида            | Кротоне (г)         | Сборная Серии B    | 0:0  | Игорь Шалимов     |                                          |
| 26 ноября 2013 | Арсенал              | Тула (д)            | Сборная Серии B    | 0:1  | Дмитрий Аленичев  |                                          |
| 26 ноября 2014 | Сильвио Пиола        | Верчелли (г)        | Сборная Серии B    | 3:3  | Андрей Гордеев    | Шарипов 30′ · Шарипов 65′ · Сердеров 78′ |
| 2 декабря 2015 | МСА «Петровский»     | Санкт-Петербург (д) | Сборная Серии B    | 2:3  | Владислав Радимов | Мильдзихов 49′ · Мелкадзе 53′            |
| 29 ноября 2016 | Цирион Атлетик Центр | Лимасол (г)         | Сборная Кипра U-21 | 1:1  | Евгений Бушманов  | Мелкадзе 15′                             |
| 28 ноября 2017 | Оттавио Боттекья     | Порденоне (г)       | Сборная Серии B    | 2:2  | Юрий Газзаев      | Соболев 25′ · Скопинцев 26′              |
| 28 ноября 2018 |                      | Тамбов (д)          | Сборная Серии B    | —    | Мурат Искаков     | —                                        |

1. ↑  Первым указано число голов, забитых в ворота соперников.

- д — матч в России
- г — матч на поле соперника

| Дата           | Стадион    | Город    | Команда 1   | Счёт                   | Команда 2         | Тренер сб. ФНЛ  | Голы сб. ФНЛ                                        |
| -------------- | ---------- | -------- | ----------- | ---------------------- | ----------------- | --------------- | --------------------------------------------------- |
| 1 декабря 2023 | Анжи Арена | Каспийск | Сборная ФНЛ | 4:0, буллитальти — 3:2 | Сборная Медиалиги | Евгений Калешин | Сердеров 3′ · Низамутдинов 46′, 53′ · Шадринцев 58′ |

### Капитаны
| Год  | Капитан          | Клуб            |
| ---- | ---------------- | --------------- |
| 2011 | Вадим Гаглоев    | Нижний Новгород |
| 2012 | Алексей Никитин  | Енисей          |
| 2013 | Алексей Никитин  | Енисей          |
| 2014 | Альберт Шарипов  | Томь            |
| 2015 | Илья Петров      | Волга НН        |
| 2016 | Георгий Мелкадзе | Спартак-2       |
| 2017 | Константин Плиев | Волгарь         |

## Форма
| 2011 | 2012 | 2013 | 2014 | 2015 | 2016 | 2017 | 2023 |

### Экипировка
| Годы спонсорства | Поставщик экипировки |
| ---------------- | -------------------- |
| 2011—2014        | 2K                   |
| 2015—2017        | Jako                 |